# ISO 128
ISO 128是一个关于工程制图演示的基本规范,明确了工程制图的图形表达。

## 简介
自2003年以来，ISO 128有13个部分，全套标准从1996年至2003年开始逐步执行。包含执行工程制图的基本规则之概括以及演示格式，标准规定了线条，视图，截面和点，以及规定了不同种类的工程绘图。标准适用于手绘与电脑绘图，但不对三维CAD模型适用。
ISO 128代替的之前作为此行业标准的DIN 6。 DIN 6出版于1922年并于1950年和1968年更新。ISO 128最早在1982年出版的版本包含15页以及投影方法和演示总则。在此之后标准经过多次升级和完善并于2001年全部出版。
第13个部分于2003年加入。

## ISO 128 组成部分
标准ISO 128的13个组成部分分别是：
- ISO 128-1:2003. 工程制图 - 画图的一般规定 - 部分 1：介绍和目录
- ISO 128-15:2013 技术产品文件 - 画图的一般规定 - 部分 15：制船绘图的画法
- ISO 128-20:1996 工程制图 - 画图的一般规定 -部分 20：线型（英语：wikt:line）的基本规定
- ISO 128-21:1997 工程制图 - 画图的一般规定 - 部分 21：CAD系统的线型准备
- ISO 128-22:1999 工程制图 - 画图的一般规定 - 部分 22：引线和基准线的基本规定和应用
- ISO 128-23:1999 工程制图 - 画图的一般规定 - 部分 23：建筑绘图（英语：architectural drawing）的线型
- ISO 128-24:2014 工程制图 - 画图的一般规定 - 部分 24：机械绘图的线型
- ISO 128-25:1999 工程制图 - 画图的一般规定 - 部分 25：造船绘图的线型
- ISO 128-30:2001 工程制图 - 画图的一般规定 - 部分 30：视图的基本规定
- ISO 128-34:2001 工程制图 - 画图的一般规定 - 部分 34：机械绘图的视图
- ISO 128-40:2001 工程制图 - 画图的一般规定 - 部分 40：剖面线（英语：Cut (graph theory)）和剖面图的基本规定
- ISO 128-44:2001 工程制图 - 画图的一般规定 - 部分 44：机械绘图的剖面图
- ISO 128-50:2001 工程制图 - 画图的一般规定 - 部分 50：剖面线和剖面区域的基本规定
- ISO/TS 128-71:2010 技术产品文件 - 画图的一般规定 - 部分 71：机械绘图的简易表示画法

## 与技术制图有关的其他ISO标准

於ISO 216中描述的 ISO A 系列尺寸图。

- ISO 129 技术产品文件（TPD）--尺寸和公差的表述
  - ISO 129-1:2018 技术产品文件（TPD）--尺寸和公差的表述--第1部分。一般原则
  - ISO 129-4:2013 技术产品文件（TPD）--尺寸和公差的表示--第4部分：造船图的尺寸表示
  - ISO 129-5:2018 技术产品文件-尺寸和公差的指示-第5部分：金属结构工程的尺寸标注
- ISO 216纸张尺寸，例如A4 纸张尺寸
- ISO 406:1987 技术图纸 - 线性和角度尺寸的公差测量
- ISO 1660:2017 几何产品规格（GPS）--几何公差--轮廓公差
- ISO 2203:1973 技术图纸--齿轮的常规表示法
- ISO 3040:2016 几何产品规格（GPS）--尺寸和公差--圆锥体 。
- ISO 3098-1:1974 技术制图-字母 - 第一部分：目前使用的字符
- ISO 4172:1991 技术制图-施工图-预制结构的装配图
- ISO 5261:1995 技术制图 - 条形和剖面的简化表示法
- ISO 5455:1979 技术制图--标度
- ISO 5456 技术制图 - 投影法
  - ISO 5456-1:1996 技术制图-投影方法-第1部分：概要
  - ISO 5456-2:1996 技术制图--投影方法--第2部分：正字法表现
  - ISO 5456-3:1996 技术制图--投影方法--第3部分：轴测法
  - ISO 5456-4:1996 技术制图--投影方法--第4部分：中心投影。
- ISO 5457:1999 技术产品文档--图纸的尺寸和布局
- ISO 5459:2011 几何产品规格（GPS）-几何公差 -基准和基准系统
- ISO 5845-1:1995 技术图纸-用紧固件简化表示零件的装配-第1部分。一般原则
- ISO 6410-1:1993 技术制图-螺钉螺纹和螺纹零件-第1部分。一般惯例
- ISO 6411:1982 技术制图--中心孔的简化表示法
- ISO 6412-1:2017 技术产品文件 - 管道的简化表示 - 第1部分。一般规则和正交表示法
- ISO 6413:2018 技术产品文件 - 花键和锯齿的表示法
- ISO 6414:2020 技术产品文件（TPD）--玻璃制品的技术图纸
- ISO 6428:1982 技术图纸--微型复印的要求
- ISO 6433:2012 技术图纸 - 部件参考的要求
- ISO 7083:1983 技术图纸 - 几何公差的符号 - 比例和尺寸
- ISO 7200:2004 技术产品文件 - 标题块和文件标题中的数据字段
- ISO 7437:1990 技术图纸--施工图--预制结构件生产图的一般执行规则
- ISO 7518:1983 技术制图--施工图--拆除和重建的简化表述
- ISO 7519:1991 技术制图--施工图--总布置和装配图的一般表现原则
- ISO 8015:2011 几何产品规格（GPS）-基本原理-概念、原则和规则
- ISO 8048:1984 技术制图--施工图--视图、剖面和切面的表述
- ISO 8560:2019 技术制图--施工图--模块尺寸、线条和网格的表述
- ISO 8826-1:1989 技术制图-滚动轴承-第1部分。一般简化表示
- ISO 8826-2:1994 技术制图 - 滚动轴承 - 第2部分：详细简化表示法
- ISO 9222-1:1989 技术制图-动态应用的密封-第1部分。一般简化表示法
- ISO 9222-2:1989 技术制图 - 动态应用的密封件 - 第二部分：详细简化表示法
- ISO 9958-1:1992 技术图纸的吃水介质 - 聚酯基的吃水薄膜 - 第一部分。要求和标记
- ISO 9961:1992 技术制图用的吃水介质--天然描图纸
- ISO 10209:2012 技术产品文件 - 词汇表 - 与技术图纸、产品定义和相关文件有关的术语
- ISO 10579:2010 几何产品规格（GPS）-尺寸和公差-非刚性部件
- ISO 13567 是国际计算机辅助设计（CAD）层标准。
- ISO 13715:2017 技术产品文件 - 未定义形状的边缘 - 指示和尺寸设定
- ISO 15786:2008 技术图纸 - 孔的简化表示和尺寸确定